# L'Aube rouge (film, 1984)
Pour les articles homonymes, voir L'Aube rouge.
Pour plus de détails, voir Fiche technique et Distribution.
L'Aube rouge (Red Dawn) est un film de guerre américain réalisé par John Milius et sorti en 1984. John Milius coécrit le scénario avec Kevin Reynolds. Il s'agit d'une uchronie imaginant une Troisième Guerre mondiale durant laquelle l'Union soviétique envahit les Etats-Unis avec l'aide des pays du pacte de Varsovie et de pays communistes d'Amérique latine. De jeunes Américains vont alors s'opposer à eux.
Malgré des critiques presse mitigées, L'Aube rouge est un succès commercial, rapportant 38 millions de dollars contre un budget de 17 millions de dollars. C'était le premier film à sortir aux États-Unis avec une classification PG-13 de la MPAA, selon le système de classification introduit le 1er juillet 1984.
Un remake est sorti en 2012.

## Synopsis

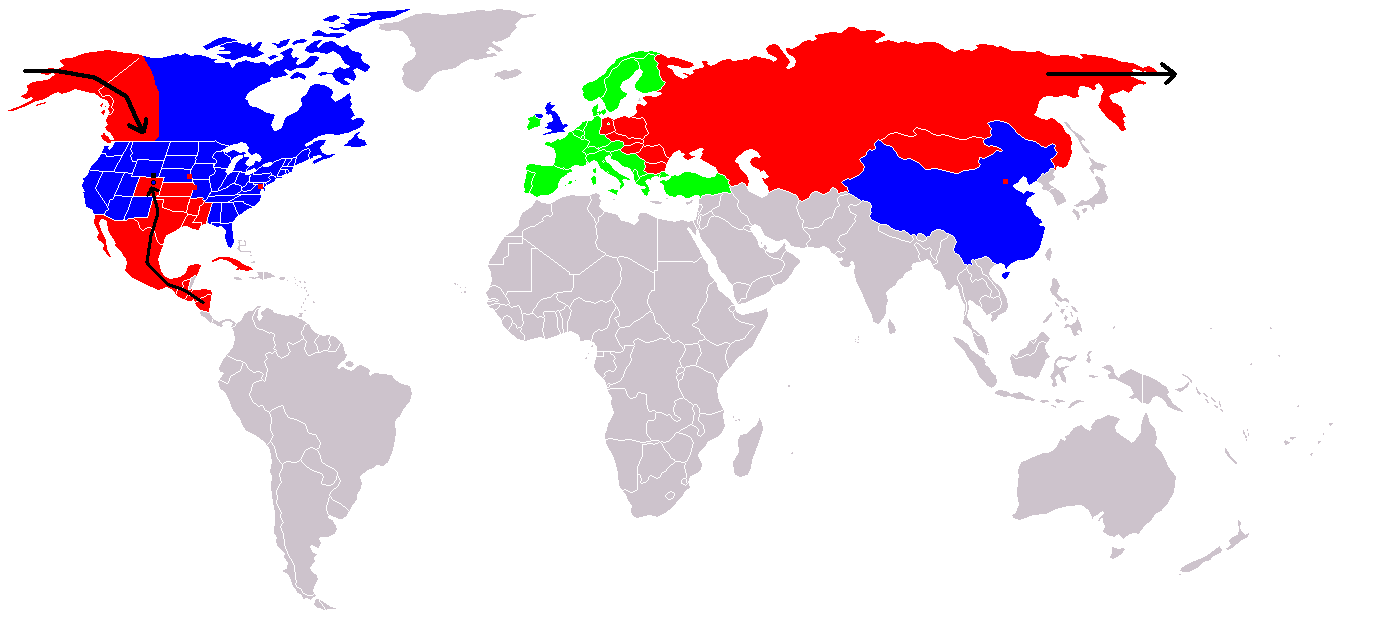
Le monde de l'Aube rouge au début du film :
En bleu : Les États-Unis et leurs alliés le Canada, le Royaume-Uni et la République populaire de Chine.
En rouge : L'URSS et ses alliés.
En vert : Les nations neutres de l'Europe de l'Ouest.
Les flèches montrent l'invasion, les points rouges les sites atomisés que sont Washington, en, Omaha (Nebraska), Kansas City (Missouri) et Pékin (Chine).

En 1989, les Verts remportent les élections en Allemagne de l'Ouest et obtiennent le retrait des forces américaines et de leurs armes nucléaires d'Europe occidentale conduisant à la dissolution de l'OTAN. Cuba envahit l'Amérique centrale, et le Mexique rejoint le bloc soviétique à la suite d'une guerre civile. La Troisième Guerre mondiale débute.
Un groupe d'adolescents américains, étudiants dans une école de Calumet, au Colorado, se retrouvent pris au piège après l'invasion de leur pays par le bloc de l'Est. Les Cubains se sont également alliés aux Soviétiques contre les États-Unis. Les jeunes gens vont se réfugier dans la forêt nationale d'Arapaho. Ils vont ensuite former un groupe de résistants pratiquant la guérilla, sous le nom de Wolverines (d'après le nom de la mascotte de leur école, un carcajou).

## Fiche technique
Sauf indication contraire, les informations mentionnées dans cette section peuvent être confirmées par la base de données cinématographiques IMDb,  présente dans la section « Liens externes ».
- Titre français : L'Aube rouge
- Titre original : Red Dawn
- Réalisation : John Milius
- Scénario : John Milius et Kevin Reynolds, d'après une histoire de Kevin Reynolds
- Musique : Basil Poledouris
- Décors : Jackson De Govia (de)
- Photographie : Ric Waite
- Montage : Thom Noble
- Production : Sidney Beckerman et Buzz Feitshans (en)
- Sociétés de production : Valkyrie Films et United Artists
- Sociétés de distribution : United Artists / Metro-Goldwyn-Mayer (États-Unis), Cinema International Corporation (France)
- Budget : 19 000 000 dollars
- Pays de production :  États-Unis
- Langue originale : anglais
- Genre : action, drame, thriller, uchronie et guerre
- Format : couleur - 35 mm - 1,85
- Durée : 114 minutes
- Dates de sortie : 
  - États-Unis : 10 août 1984
  - France : 12 septembre 1984

## Distribution
- Patrick Swayze (VF : Pierre Arditi) : Jed Eckert
- C. Thomas Howell (VF : Luq Hamet) : Robert Morris
- Lea Thompson (VF : Séverine Morisot) : Erica Mason
- Charlie Sheen (VF : Guy Chapelier) : Matt Eckert
- Darren Dalton (en) (VF : Vincent Violette) : Daryl Bates
- Jennifer Grey (VF : Laurence Crouzet) : Toni Mason
- Brad Savage (VF : Thierry Bourdon) : Danny Bates
- Doug Toby (VF : Philippe Bellay) : Arturo « Aardvark » Mondragon
- Ben Johnson (VF : Jean Violette) : Jack Mason
- Harry Dean Stanton (VF : Gilles Segal) : Tom Eckert
- Ron O'Neal (VF : Med Hondo) : le colonel Ernesto Bella
- William Smith : le colonel Strelnikov
- Vladek Sheybal : le général Bratchenko
- Powers Boothe (VF : Jacques Richard) : le lieutenant-colonel Andrew Tanner
- Frank McRae (VF : Robert Liensol) : M. Teasdale
- Roy Jenson (VF : Georges Berthomieu) : M. Samuel Morris
- Lane Smith (VF : Roger Crouzet) : Bates
- Judd Omen (VF : Pierre Fromont) : le capitaine nicaraguayen
- Radames Pera : Stepan Gorsky
- Lois Kimbrell (VF : Paula Dehelly) : Mrs. Mason
- Elan Oberon (VF : Martine Regnier) : Alicia
- Phil Mead (VF : Henry Djanik) : M. Barnes

## Production

### Genèse et développement

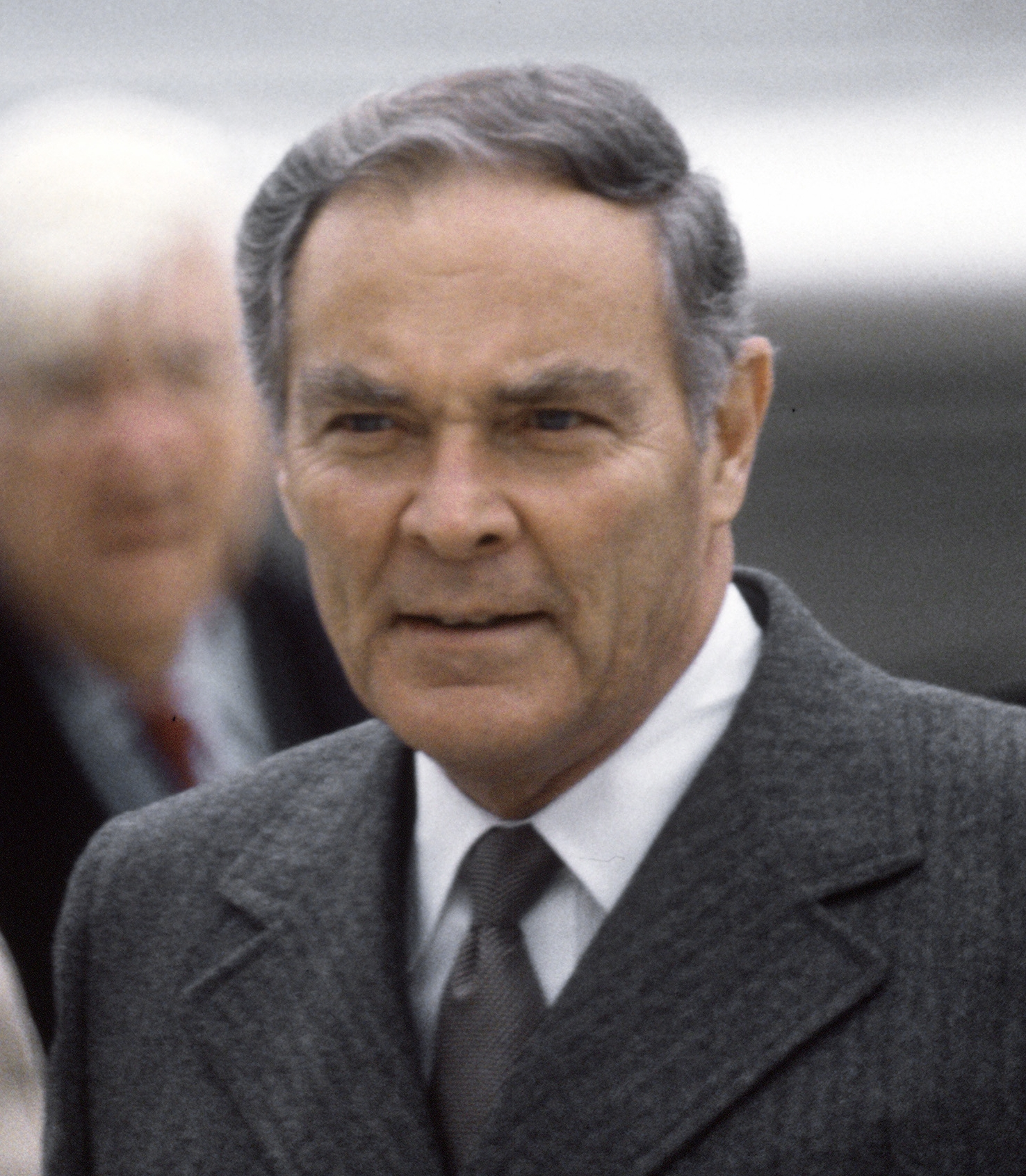
Alexander Haig, qui a conseillé plusieurs Présidents américains, a participé à l'élaboration de l'intrigue

Le scénario est initialement écrit par Kevin Reynolds, sous le titre Ten Soldiers (« Dix Soldats » en français) et est assez proche de Sa Majesté des mouches,. Le producteur Barry Beckerman découvre le script et décèle des possibilités d'en faire un film lucratif avec un budget modeste. Son père Sidney Beckerman l'aide à financer les 5 000 $ pour mettre une option sur le script. Kevin Reynolds souhaite également le réaliser mais les Beckerman veulent un réalisateur expérimenté. Walter Hill est envisagé mais il refuse, comme d'autres metteurs en scène.
Le projet passe de studio en studio, sans se concrétiser. De plus, Kevin Reynolds se concentre sur un autre projet. Il parvient grâce à Steven Spielberg et Amblin Entertainment à monter son premier film comme réalisateur, Une bringue d'enfer. Le script est alors acheté par la Metro-Goldwyn-Mayer. La réalisation est proposée à John Milius, qui a notamment écrit un célèbre film de guerre, Apocalypse Now. Cette idée plaît beaucoup à Alexander Haig, membre du board du studio, un conseiller politique voulant se lancer dans l'industrie cinématographique. Mais certains exécutifs de la MGM hésitent. La MGM contacte Steven Spielberg pour avoir un avis sur Kevin Reynolds, alors que son film Une bringue d'enfer est au montage. Steven Spielberg ne semble pas emballé par les premiers retours sur le film. John Milius est confirmé à son poste.
Une fois engagé, John Milius commence à réécrire le script. Avec l'aide d'Alexander Haig, il développe les circonstances de l'invasion des États-Unis, notamment en s'inspirant des théories sur une action similaire imaginée par Adolf Hitler. Alexander Haig prend le scénariste-réalisateur sous son aile et lui ouvre les portes du Hudson Institute, un think tank conservateur et un centre de recherche créé par Herman Kahn et d'autre membres de la RAND Corporation, pour pouvoir développer une intrigue crédible. Alexander Haig suggère d'introduire le Nicaragua dans l'histoire ainsi qu'une branche gauchiste mexicaine qui participe à l'invasion soviétique. Cependant, toutes les nouvelles idées de John Milius et Alexander Haig font augmenter fortement le budget. Le Pentagone apporte également sa coopération au film.
Un autre changement est apporté sur les protagonistes principaux. Il est décidé d'en faire un petit groupe restreint constitué d'élèves du secondaire.

### Attribution des rôles
John Milius voulait Robert Blake pour incarner Andrew Tanner. Mais les producteurs préfèrent engager Powers Boothe.
Il s'agit du premier véritable rôle au cinéma de Charlie Sheen, qui avait commencé sa carrière dix ans plus tôt dans le téléfilm Exécuté pour désertion, avec son père Martin, ou une très brève apparition dans La Balade sauvage (1973). Emilio Estevez, le frère de Charlie Sheen, avait initialement été engagé pour incarner Jed, mais il a finalement quitté le film pour un autre projet. Le rôle de Jed revient finalement à Patrick Swayze, qui retrouve des partenaires d'Outsiders (sorti un an plus tôt), C. Thomas Howell, William Smith et Darren Dalton .

### Tournage
Le tournage a lieu principalement à Las Vegas au Nouveau-Mexique. Il se déroule également dans d'autres villes de l'État : Abiquiú ou encore Johnson Mesa.
Les acteurs sont entraînés et conseillés par des membres des Special Forces. Dale Dye travaille également comme consultant. Le tournage n'est pas de tout repos : Patrick Swayze sera notamment victimes de gelures.

## Accueil
Le film est un succès avec 38 376 497 $ de recettes. Cela en fait le 20e meilleur film au box-office nord-américain de 1984. En France, il totalise 298 801 entrées.

## Distinction
Brad Savage est nommé au Young Artist Awards 1985, dans la catégorie meilleur jeune acteur dans un film musical, de comédie, d'aventure ou dramatique.

## Commentaires

Le drapeau des États-Unis tel qu'il est visible dans le film

- Le drapeau des États-Unis visible dans la salle de classe au début du film contient 48 étoiles, comme à l'époque de la Seconde Guerre mondiale[2].
- L'Aube rouge est le premier film à sortir avec le classement PG-13 (déconseillé aux moins de treize ans) de la MPAA[18]. La violence du film fait même l'objet d'une entrée dans le Livre Guinness des records : L'Aube rouge est à l'époque le film contenant le plus de scènes et d'actes violents (2,23 par minute selon le Guiness). Par ailleurs, en raison de sa violence, il est interdit dans les cinémas en Finlande[2].
- Une scène, visible dans certaines bandes-annonces du film, voyait des chars écraser un restaurant McDonald's dans lequel mangent des soldats ennemis. Mais à la suite du massacre du McDonald's de San Ysidro en juillet 1984, la scène est retirée du film[2].
- Les trois Mil Mi-24 de l'armée rouge dans le film sont des hélicoptères Puma modifiés[2].

## Postérité
- En 2003, le film est parodié dans l'épisode Rencontre du troisième âge (Grey Dawn) de la série animée South Park.
- L'opération ayant abouti à la capture de Saddam Hussein en 2003 par l'armée américaine s'appelait Operation Red Dawn (en) en référence au film[19].
- Un remake, L'Aube rouge, sort en 2012[20].
- Le film a en partie inspiré le scénario de base du jeu vidéo Freedom Fighters, sorti en 2003.